# Roderick's Ride
Roderick's Ride è un cortometraggio muto del 1912 diretto da Marshall Stedman. Ha come interpreti i fratelli Roderick e Ruby Messmann, Myrtle Stedman (moglie del regista) e Rex De Rosselli.

## Trama
In mezzo alle montagne, un medico visita in un ranch isolato una piccola malata. La ragazza ha impellente bisogno di una medicina, altrimenti la sua vita è in grave pericolo. Sarà il fratello ad affrontare una lunga cavalcata fino al villaggio dove riuscirà a trovare la medicina, ritornando a casa in tempo per salvare la sorella.

## Produzione
Il film fu prodotto dalla Selig Polyscope Company.

## Distribuzione
Distribuito dalla General Film Company, il film - un cortometraggio di una bobina - uscì nelle sale cinematografiche statunitensi il 24 dicembre 1912. Nel Regno Unito venne distribuito il 16 marzo 1913.